# زیردریایی یو-۹۶۱
زیردریایی یو-۹۶۱ (به انگلیسی: German submarine U-961) یک زیردریایی بود که طول آن ۶۷٫۱ متر (۲۲۰ فوت ۲ اینچ) بود. این زیردریایی در سال ۱۹۴۲ ساخته شد.